# Campionats d'Àfrica de ciclisme en ruta
Els Campionats d'Àfrica de ciclisme en ruta són els campionats continentals africans de ciclisme en ruta. Estan compostos per diferents proves tant en categoria masculina, femenina com sub-23. Es porten disputant des del 2005, malgrat que ja hi havia hagut alguna edició anterior encara que sense categoria oficial. Forma part també de l'UCI Àfrica Tour.

## Palmarès masculí

### Ruta
| Any  | Campió                 | 2n                          | 3r                         |
| 2001 | Jacques Fullard        | Douglas Ryder               | Ross Grant                 |
| 2005 | Rupert Rheeder         | Thomas Desvaux              | Mohamed Abdel Aziz         |
| 2006 | Darren Lill            | Daniel Spence               | Robert Hunter              |
| 2007 | Nicholas White         | Johann Rabie                | Jay Robert Thomson         |
| 2008 | Dan Craven             | Hassan Zahboune             | Abdelmalek Madani          |
| 2009 | Ian McLeod             | Jay Robert Thomson          | Erik Hoffmann              |
| 2010 | Daniel Teklehaimanot   | Meron Russom                | Dan Craven                 |
| 2011 | Natnael Berhane        | Tesfay Abraha               | Jacques Janse van Rensburg |
| 2012 | Natnael Berhane        | Jay Robert Thomson          | Fregalsi Debesay           |
| 2013 | Tesfom Okbamariam      | Dan Craven                  | Merhawi Kudus              |
| 2015 | Louis Meintjes         | Jay Robert Thomson          | Jacques Janse van Rensburg |
| 2016 | Tesfom Okbamariam      | Youcef Reguigui             | Mekseb Debesay             |
| 2017 | Willie Smit            | Meron Abraham               | Ahmed Amine Galdoune       |
| 2018 | Amanuel Gebreigzabhier | Metkel Eyob                 | Azzedine Lagab             |
| 2019 | Mekseb Debesay         | Azzedine Lagab              | Youcef Reguigui            |
| 2021 | Ryan Gibbons           | Nassim Saidi                | Youcef Reguigui            |
| 2022 | Henok Mulubrhan        | Reinardt Janse van Rensburg | Hamza Amari                |
| 2023 | Henok Mulubrhan        | Yacine Hamza                | Achraf Ed Doghmy           |
| 2024 | Henok Mulubrhan        | Emile van Niekerk           | Charles Kagimu             |

### Contrarellotge
| Any  | Campió               | 2n                          | 3r                          |
| 2001 | Simon Kessler        | Morne Bester                | Mohamed Abdel Fattah        |
| 2005 | Alex Pavlov          | Rafaâ Chtioui               | Rupert Rheeder              |
| 2006 | Robert Hunter        | Dan Craven                  | Daryl Impey                 |
| 2007 | Nicholas White       | Jay Robert Thomson          | Bereket Yemane              |
| 2008 | Jay Robert Thomson   | Nicholas White              | Dan Craven                  |
| 2009 | Jay Robert Thomson   | Reinardt Janse van Rensburg | Erik Hoffmann               |
| 2010 | Daniel Teklehaimanot | Reinardt Janse van Rensburg | Azedine Lagab               |
| 2011 | Daniel Teklehaimanot | Louis Meintjes              | Reinardt Janse van Rensburg |
| 2012 | Daniel Teklehaimanot | Tsgabu Grmay                | Jay Robert Thomson          |
| 2013 | Daniel Teklehaimanot | Willie Smit                 | Johannes Christoffel Nel    |
| 2015 | Tsgabu Grmay         | Daniel Teklehaimanot        | Reinardt Janse van Rensburg |
| 2016 | Mouhcine Lahsaini    | Tsgabu Grmay                | Daniel Teklehaimanot        |
| 2017 | Meron Teshome        | Stefan de Bod               | Awet Habtom                 |
| 2018 | Mekseb Debesay       | Jean Bosco Nsengimana       | Joseph Areruya              |
| 2019 | Stefan de Bod        | Sirak Tesfom                | Ryan Gibbons                |
| 2021 | Ryan Gibbons         | Kent Main                   | Moise Mugisha               |
| 2022 | Gustav Basson        | Henok Mulubrhan             | Jean Bosco Nsengimana       |
| 2023 | Charles Kagimu       | Moise Mugisha               | Henok Mulubrhan             |
| 2024 | Charles Kagimu       | Brandon Downes              | Adil el Arbaoui             |

### Contrarellotge per equips
| Any  | Campió                                                                                             | 2n                                                                                                | 3r                                                                                      |
| 2009 | Sud-àfrica · Reinardt Janse van Rensburg · Ian McLeod · Jay Robert Thomson · Christoff Van Heerden | Namíbia · Jacques Celliers · Heinrich Koehne · Victor Krohne · Petrus Lotto                       | Líbia Mohamed Ali Almabruk Abubregh Faysal Shaban Alsharaa Ahmed Youcef Belgasem        |
| 2010 | Eritrea · Fregalsi Debesay · Meron Russom · Tesfai Teklit · Daniel Teklehaimanot                   | Sud-àfrica · Reinardt Janse van Rensburg · Luthando Kaka · Jason Bakke ·                          | Etiòpia · Msgena Kindeya · Sollomon Bittew Shiferaw · Goton Mebrahtu Biru ·             |
| 2011 | Eritrea · Natnael Berhane · Fregalsi Debesay · Jani Tewelde · Daniel Teklehaimanot                 | Sud-àfrica · Reinardt Janse van Rensburg · Herman Fouche · Louis Meintjes · Jacobus Venter        | Marroc · Reda Aadel · Adil Jelloul · Mouhcine Lahsaini · Abdelati Saadoune              |
| 2012 | Eritrea · Natnael Berhane · Fregalsi Debesay · Daniel Teklehaimanot · Jani Tewelde                 | Tunísia · Akkouche Said Ali · Rafaâ Chtioui · Maher Hasnaoui · Ahmed M'Raïhi                      | Algèria · Adel Barbari · Hichem Chaabane · Karim Hadjbouzit · Fayçal Hamza              |
| 2013 | Eritrea · Natnael Berhane · Meron Russom · Daniel Teklehaimanot · Meron Teshome                    | Algèria · Adel Barbari · Hichem Chaabane · Azzeddine Lagab · Abdelmalek Madani                    | Sud-àfrica · Calvin Beneke · Shaun-Nick Bester · Johannes Nel · Ryan Gibbons            |
| 2015 | Eritrea · Natnael Berhane · Mekseb Debesay · Daniel Teklehaimanot · Merhawi Kudus                  | Sud-àfrica · Reinardt Janse van Rensburg · Jay Robert Thomson · Louis Meintjes · Nickolas Dlamini | Etiòpia · Kibrom Giday · Temesgen Buru · Getachew Atsbha · Tsgabu Grmay                 |
| 2016 | Eritrea · Elias Afewerki · Tesfom Okbamariam · Amanuel Gebreigzabhier · Mekseb Debesay             | Algèria · Azzedine Lagab · Abderrahmane Mansouri · Abderrahmane Bechlagheme · Nassim Saidi        | Marroc · Lahcen Saber · Mouhssine Lahsaïn · Salah Eddine Mraouni · Mohmed Amine Errafai |
| 2017 | Eritrea · Meron Abraham · Awet Habtom · Amanuel Gebreigzabhier · Meron Teshome                     | Algèria · Azzedine Lagab · Abderrahmane Mansouri · Abdelkader Belmokhtar · Abdallah Benyoucef     | Ruanda · Joseph Areruya · Samuel Mugisha · Valens Ndayisenga · Jean Bosco Nsengimana    |
| 2018 | Eritrea · Mekseb Debesay · Amanuel Gebreigzabhier · Metkel Eyob · Saymon Musie                     | Ruanda · Adrien Niyonshuti · Valens Ndayisenga · Jean Bosco Nsengimana · Joseph Areruya           | Algèria · Azzedine Lagab · Youcef Reguigui · Abderrahmane Mansouri · Islam Mansouri     |
| 2019 | Eritrea · Mekseb Debesay · Meron Teshome · Yakob Debesay Sirak Tesfom                              | Ruanda · Valens Ndayisenga · Jean Bosco Nsengimana · Moise Mugisha · Jean-Claude Uwizeye          | Etiòpia · Fiseha Gebremariam · Temesgen Buru · Tesfay Teklehaimanot · Redwan Ebrahim    |
| 2021 | Sud-àfrica · Gustav Basson · Ryan Gibbons · Kent Main · Jason Oosthuizen                           | Ruanda · Jean Bosco Nsengimana · Joseph Areruya · Moise Mugisha · Jean Eric Habimana              | Algèria · Azzedine Lagab · Hamza Mansouri · Youcef Reguigui · Nassim Saidi              |
| 2022 | Eritrea · Aklilu Gebrehiwet · Mikiel Habtom · Henok Mulubrhan · Dawit Yemane                       | Sud-àfrica · Reinardt Janse van Rensburg · Gustav Basson · Kent Main · Callum Ormiston            | Algèria · Azzedine Lagab · Hamza Mansouri · Islam Mansouri · Salah Eddine Ayoubi Cherki |
| 2023 | Algèria · Azzedine Lagab · Hamza Mansouri · Nassim Saidi · Hamza Amari                             | Eritrea · Aklilu Gebrehiwet · Nahom Zerai · Henok Mulubrhan · Milkias Kudus                       | Ruanda · Jean Bosco Nsengimana · Renus Byiza Uhiriwe · Moise Mugisha · Etienne Tuyizere |

## Palmarès femení

### Ruta
| Any  | Campiona              | 2a                         | 3a                       |
| 2005 | Anke Erlank           | Marissa van der Merwe      | Chrissie Viljoen         |
| 2006 | Yolandi Du Toit       | Ronel Van Wyk              | Marissa van der Merwe    |
| 2007 | Marissa van der Merwe | Lynette Burger             | Yolandi Du Toit          |
| 2008 | Cassandra Slingerland | Marissa van der Merwe      | Aurélie Halbwachs        |
| 2009 | Lynette Burger        | Cherise Taylor             | Lizanne Naude            |
| 2010 | Lylanie Lauwrens      | Lise Olivier               | Aurélie Halbwachs        |
| 2011 | Ashleigh Moolman      | Cherise Taylor             | Aurélie Halbwachs        |
| 2012 | Ashleigh Moolman      | An-Li Pretorius            | Lise Olivier             |
| 2013 | Ashleigh Moolman      | Vera Adrian                | Wehazit Kidane           |
| 2015 | Ashleigh Moolman      | Lise Olivier               | Hadnet Kidane            |
| 2016 | Vera Adrian           | An-Li Kachelhoffer         | Kimberley Le Court       |
| 2017 | Aurélie Halbwachs     | Kimberley Le Court         | Charlene Roux            |
| 2018 | Bisrat Ghebremeskel   | Tsega Beyene               | Mossana Debesay          |
| 2019 | Mossana Debesay       | Eyeru Tesfoam Gebru        | Joanna van de Winkel     |
| 2021 | Carla Oberholzer      | Frances Janse van Rensburg | Vera Looser              |
| 2022 | Ebtissam Mohamed      | Kimberley Le Court         | Awa Bamogo               |
| 2023 | Ese Lovina Ukpeseraye | Awa Bamogo                 | Lucie de Marigny-Lagesse |
| 2024 | Ashleigh Moolman      | Adiam Dawit                | Diane Ingabire           |

### Contrarellotge
| Any  | Campiona              | 2a                         | 3a                  |
| 2005 | Anke Erlank           | Dianne Emery               | Chrissie Viljoen    |
| 2006 | Aurélie Halbwachs     | Ronel Van Wyk              | Linda Davidson      |
| 2007 | Lynette Burger        | Yolandi Du Toit            | Aurélie Halbwachs   |
| 2008 | Cassandra Slingerland | Marissa van der Merwe      | Aurélie Halbwachs   |
| 2009 | Cassandra Slingerland | Lynette Burger             | Aurélie Halbwachs   |
| 2010 | Lylanie Lauwrens      | Aurélie Halbwachs          | Lizanne Naude       |
| 2011 | Cherise Taylor        | Ashleigh Moolman           | Aurélie Halbwachs   |
| 2012 | Ashleigh Moolman      | An-Li Pretorius            | Vera Adrian         |
| 2013 | Ashleigh Moolman      | Wehazit Kidane             | Vera Adrian         |
| 2015 | Ashleigh Moolman      | Heidi Dalton               | Aurélie Halbwachs   |
| 2016 | Vera Adrian           | Jeanne D'arc Girubuntu     | Samantha Sanders    |
| 2017 | Aurélie Halbwachs     | Mossana Debesay            | Juanita Venter      |
| 2018 | Mossana Debesay       | Selam Amha                 | Eyeru Tesfoam Gebru |
| 2019 | Selam Amha            | Eyeru Tesfoam Gebru        | Desiet Kidane       |
| 2021 | Carla Oberholzer      | Frances Janse van Rensburg | Vera Looser         |
| 2022 | Nesrine Houili        | Ebtissam Zayed Ahmed       | Kerry Jonker        |
| 2023 | Aurélie Halbwachs     | Valantine Nzayisenga       | Kimberley Le Court  |
| 2024 | Lucy Young            | Ashleigh Moolman           | Melissa Hinz        |

### Contrarellotge per equips
| Any  | Campines                                                                                                   | 2s | 3s                                                                                                 |
| 2013 | Eritrea · Tsehainesh Fitsum · Yorsalem Ghebru · Wehazit Kidane · Senayt Mengsteab                          | Nigèria · Tombrapa Gripka · Rosemary Marcus · Glory Odiase ·                                             | Etiòpia · Meseret Hagos · Selam Hagos · Eyerusalem Kelil · Hadnet Kidane                           |
| 2015 | Sud-àfrica · Ashleigh Moolman · Heidi Dalton · Lynette Burger · An-li Pretorius                            | Namíbia · Vera Adrian · Michelle Vorster · Irene Steyn ·                                                 | Eritrea · Tsehainesh Fitsum · Yohana Dawit · Wehazit Kidane · Mossana Debesay                      |
| 2016 | Sud-àfrica · Samantha Sanders · An-Li Kachelhoffer · Lise Olivier · Anriette Schoeman                      | Etiòpia · Tsega Beyene · Eyaru Tesfuam · Mhirte Asgele · Eden Bekele                                     | Eritrea · Wehazit Kidane · Mossana Debesai · Wogahta Ghebrehiwet · Yohana Dawit                    |
| 2017 | Eritrea · Wehazit Kidane · Mossana Debesai · Wogahta Ghebrehiwet · Bisrat Ghebremeskel                     | Etiòpia · Tsega Beyene · Eyaru Tesfuam · Selam Amha · Birhan Fkadu Abrha                                 | Egipte · Zayed Ahmed Ebtisam · Menatalla Essam · Donia Mohamed Rashwan · Fatma Hagrus              |
| 2018 | Etiòpia · Selam Amha · Eyeru Tesfoam Gebru · Tsega Beyene · Eyerusalem Kelil                               | Eritrea · Mossana Debesay · Wehazit Kidane · Tighisti Ghebrihiwet · Bisrat Ghebremeskel                  | Ruanda · Jeanne d'Arc Girubuntu · Beatha Ingabire · Mangifique Manizabayo · Jacqueline Tuyishimire |
| 2019 | Etiòpia · Selam Amha · Eyeru Tesfoam Gebru · Tsega Beyene · Eyeru Haftu Reda                               | Eritrea · Mossana Debesay · Zinab Fitsum · Tighisti Ghebrihiwet · Desiet Kidane                          | Ruanda · Genevieve Mukundente · Beatha Ingabire · Olive Izerimana · Jacqueline Tuyishimire         |
| 2021 | Sud-àfrica · Maroesjka Matthee · Carla Oberholzer · Hayley Preen · Frances Janse van Rensburg              | Ruanda · Valantine Nzayisenga · Josiane Mukashema · Diane Ingabire · Jacqueline Tuyishimire              | Etiòpia · Selam Amha · Serkalen Taye Watango · Miheret Asegele Gebreyewhans                        |
| 2022 | Eritrea · Danait Fitsum · Milena Fafiet · Adiam Dawit · Monalisa Araya                                     | Maurici · Llucie De Marigny-Lagesse · Celia Halbwachs · Raphaelle Lamusse · Kimberley Le Court De Billot | Egipte · Ebtissam Zayed Ahmed · Rehab Elsherbini · Hapepa Eliwa · Nada Aboubalash                  |
| 2023 | Maurici · Llucie De Marigny-Lagesse · Aurélie Halbwachs · Raphaelle Lamusse · Kimberley Le Court De Billot | Namíbia · Anri Krugel · Courtney Liebenberg · Vera Looser · Melissa Hinz                                 | Ruanda · Valantine Nzayisenga · Xaverine Nirere · Diane Ingabire ·                                 |

## Palmarès masculí sub-23
Fins al 2010, la classificació sub-23 es basava en els millor ciclistes menors de 23 anys de la classificació elit.

### Ruta
| Any  | Campió                 | 2n                          | 3r                 |
| 2008 | Hichem Chaabane        | Daniel Teklehaimanot        | Redouane Chabaane  |
| 2009 | Petrus Lotto           | Reinardt Janse van Rensburg | Adrien Niyonshuti  |
| 2010 | Daniel Teklehaimanot   | Reinardt Janse van Rensburg | Natnael Berhane    |
| 2011 | Natnael Berhane        | Tesfay Abraha               | Youcef Reguigui    |
| 2012 | Natnael Berhane        | Hamza Merdj                 | Jim Songezo        |
| 2013 | Tesfom Okbamariam      | Merhawi Kudus               | Janvier Hadi       |
| 2015 | Jayde Julius           | Merhawi Kudus               | Temesgen Buru      |
| 2016 | Amanuel Gebrezgabihier | Jean Claude Uwizeye         | Nassim Saidi       |
| 2017 | Meron Abraham          | Ahmed Galdoune              | Joseph Areruya     |
| 2018 | Joseph Areruya         | Henok Mulubrhan             | Didier Munyaneza   |
| 2019 | Henok Mulubrhan        | Yacine Hamza                | Paul Daumont       |
| 2021 | Travis Barrett         | Ayoub Sahiri                | Jean Eric Habimana |
| 2022 | Hamza Amari            | Muhammed Amine Nhari        | Tiano Da Silva     |
| 2023 | Renus Uhiriwe          | Aklilu Arefayne             | Hamza Amari        |
| 2024 | Emile Van Niekerk      | Milkias Maekele             | Eric Muhoza        |

### Contrarellotge
| Any  | Campió                      | 2n                          | 3r                         |
| 2008 | Jay Robert Thomson          | Daniel Teklehaimanot        | Bereket Yemane             |
| 2009 | Reinardt Janse van Rensburg | Heiko Redecker              | Adrien Niyonshuti          |
| 2010 | Daniel Teklehaimanot        | Reinardt Janse van Rensburg | Tsgabu Grmay               |
| 2011 | Louis Meintjes              | Reda Aadel                  | Fayçal Hamza               |
| 2012 | Tsgabu Grmay                | Adel Barbari                | Natnael Berhane            |
| 2013 | Willie Smit                 | Johannes Christoffel Nel    | Adel Barbari               |
| 2015 | Merhawi Kudus               | Valens Ndayisenga           | Adil Barbari               |
| 2016 | Valens Ndayisenga           | Amanuel Gebrezgabihier      | Abderrahmane Bechlaghem    |
| 2017 | Stefan de Bod               | Awet Habtom                 | Joseph Areruya             |
| 2018 | Joseph Areruya              | Redwan Ebrahim              | Simon Musie                |
| 2019 | Moise Mugisha               | Redwan Ebrahim              | Islam Mansouri             |
| 2021 | Hamza Mansouri              | Jean Eric Habimana          | Paul Daumont               |
| 2022 | Renus Uhiriwe               | Youssef Ahmed               | Salah Eddine Ayoubi Cherki |
| 2023 | Kiya Rogora                 | Aklilu Arefayne             | Hamza Amari                |
| 2024 | Paul Lomuria                | Lawrence Lorot              | Joshua Ethan Dike          |